# Chromis acares
Chromis acares és una espècie de peix de la família dels pomacèntrids i de l'ordre dels perciformes.

## Morfologia
Els mascles poden assolir els 4 cm de longitud total.

## Distribució geogràfica
Es troba des de les Illes Mariannes fins a les Hawaii, les Illes de la Societat i Vanuatu.